# Yves Lefebvre
Yves Lefebvre (n. 1937) este un actor de film, teatru și regizor, francez. Printre cele mai cunoscute filme ale sale se numără Afurisitul de bunic, Clanul sicilienilor și Americanul.

## Biografie
Licențiat în drept, Yves Lefebvre a lucrat mai întâi ca jurnalist radio, apoi ca producător. A avut apoi o scurtă carieră de actor, mai întâi în teatru, apoi în televiziune și film. A apărut în filmele Afurisitul de bunic (1968) și Clanul sicilienilor (1969), precum și în serialele de televiziune Le Miroir 2000 și Les Aventures du capitaine Lückner (1973).

## Filmografie selectivă

### Actor

#### Cinema
- 1968 Afurisitul de bunic (Ce sacré grand-pèrede), regia Jacques Poitrenaud : Jacques
- 1969 Mr. Freedom, regia William Klein : Jacques Occident
- 1969 La Promesse, regia Paul Feyder et Robert Freeman : Alain
- 1969 Clanul sicilienilor (Le Clan des Siciliens), regia Henri Verneuil : Aldo Manalese
- 1969 Americanul (L'Américain), regia Marcel Bozzuffi[2] : Tony Morvan
- 1970 Le Feu sacré, regia Vladimir Forgency : David Menzinger
- 1971 Raphaël ou le Débauché, regia Michel Deville :  Paul
- 1978 Le Dernier Amant romantique, regia Just Jaeckin

#### Televiziune
- 1966 Les Compagnons de Jéhu (mini-serie TV), regia Michel Drach : Roland de Montrevel
- 1967 La Guerre de Troie n'aura pas lieu  (film TV), regia Marcel Cravenne : Pâris
- 1971 Le Miroir 2000, foileton TV, 13 episoade : Henri Sesterain
- 1971 Schulmeister, espion de l'empereur (Schulmeister contre Schulmeister, serie TV), regia Jean-Pierre Decourt : Dietrich
- 1971 La Mort des capucines, film TV de Agnès Delarive :  Sombernon
- 1973 Les Aventures du capitaine Lückner, (episodul Docteur Wallace), regia Yannick Andréi (foileton TV) : Lieuville (26 episoade)
- 1974 Au théâtre ce soir – Nick Carter détective, regia Jean Marcillac, mise en scène René Clermont , regia Georges Folgoas (Teatrul Marigny) :  Nick Carter
- 1976 Nouvelles de Henry James  – film TV De Grey, regia Claude Chabrol : Grey
- 1977 D'Artagnan amoureux (mini-serie TV), regia Yannick Andréi : Athos
- 1978 La Nuit de l'été (film TV), regia Jean-Claude Brialy : silueta
- 1981 : Salut champion – episodul 8 La perle du Brésil, regia Pierre Lary : directorul de sport

### Realizator
- 1968 La naissance d'une chanson (13 min., cu Serge Gainsbourg)
- 1994 De Serge Gainsbourg à Gainsbarre din 1958 - 1991 (segmentul „Initials B.B.” 1968, „Serge Gainsbourg în studio” 1968)